# Démographie de l'Union soviétique

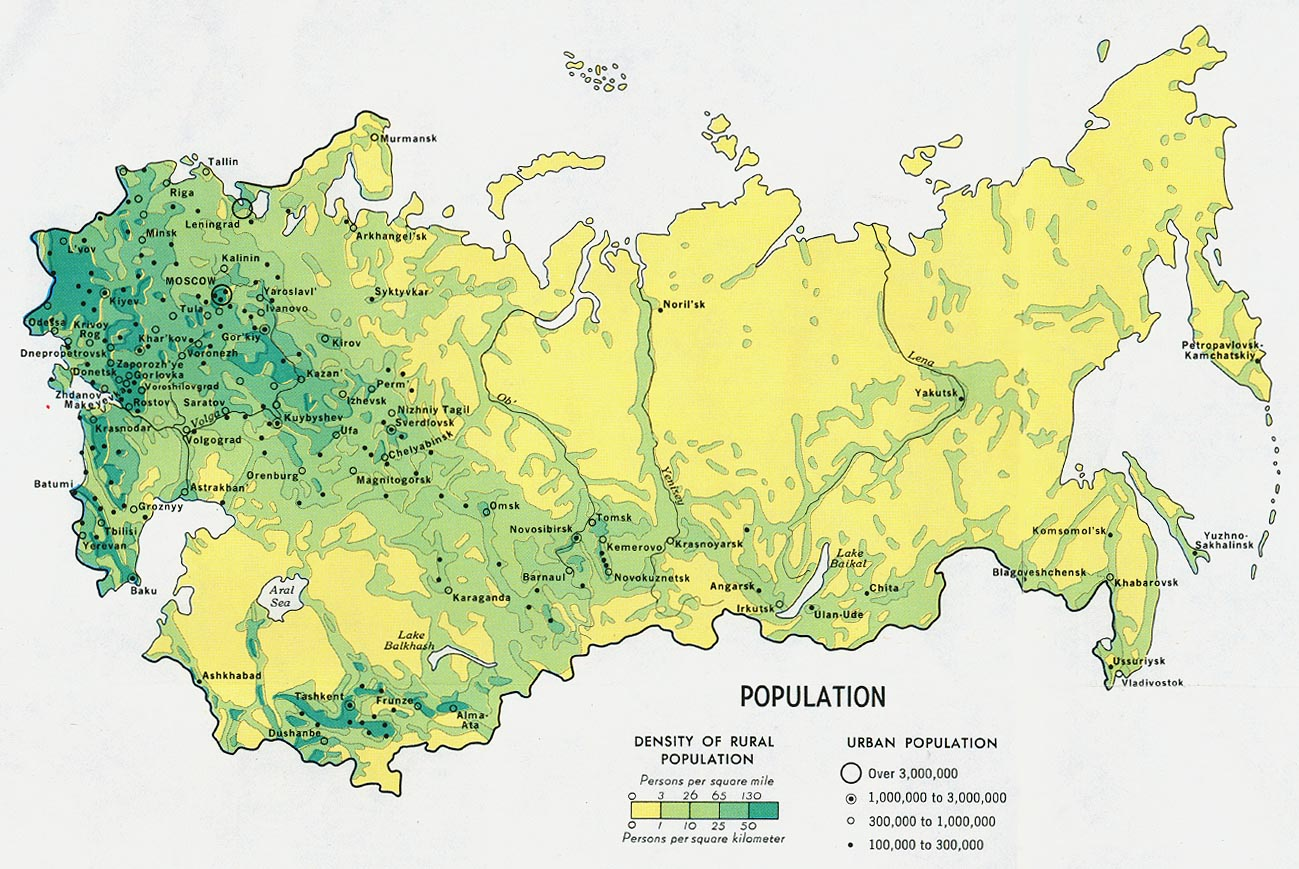
Répartition démographique de l'Union soviétique en 1974.

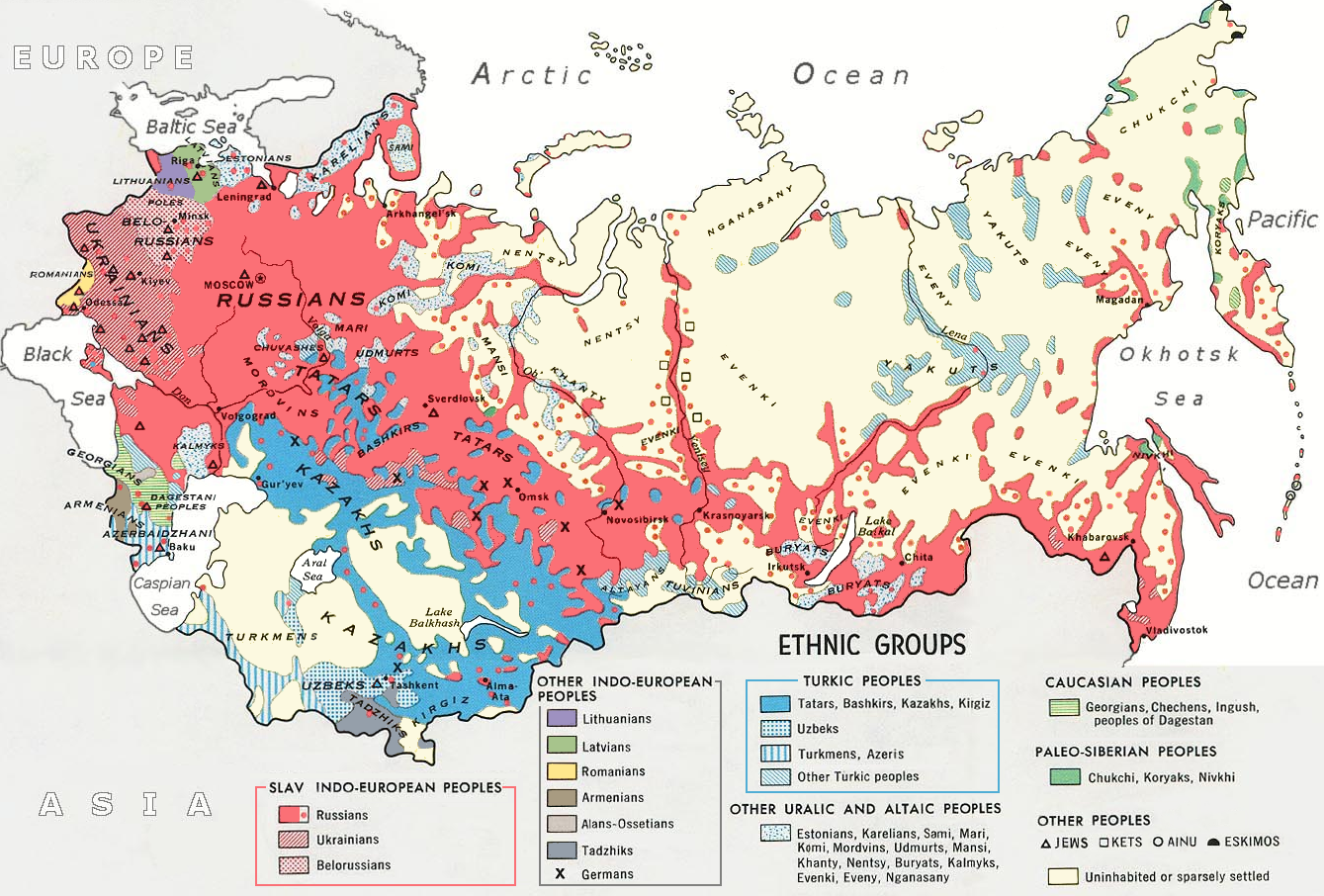
Diversité linguistique de l'Union soviétique en 1974.

La démographie de l'Union soviétique est caractérisée par un doublement de la population de l'URSS de 1918 à sa dissolution en 1991 et par sa très grande diversité ethnique et spatiale. L'évolution démographique est un révélateur des choix politiques et de l'histoire discontinus de l'URSS.
Table des recensements par république et par année (en milliers d'habitants) :
| Territoire          | 1959    | 1970    | 1979    | 1989    | 1990    | 1991    | Structure actuelle                        |
| ------------------- | ------- | ------- | ------- | ------- | ------- | ------- | ----------------------------------------- |
| Union soviétique    | 208 827 | 241 720 | 262 436 | 286 731 | 288 624 | 290 077 | CEI (partiellement, 9 républiques sur 15) |
| RSFS de Russie      | 117 534 | 130 079 | 137 551 | 147 400 | 148 041 | 148 543 | Russie                                    |
| RSS d'Ukraine       | 41 869  | 47 126  | 49 755  | 51 707  | 51 839  | 51 944  | Ukraine                                   |
| RSS de Biélorussie  | 8 055   | 9 002   | 9 560   | 10 200  | 10 259  | 10 260  | Biélorussie                               |
| RSS d'Ouzbékistan   | 8 106   | 11 799  | 15 391  | 19 905  | 20 322  | 20 708  | Ouzbékistan                               |
| RSS du Kazakhstan   | 9 310   | 13 009  | 14 684  | 16 536  | 16 691  | 16 793  | Kazakhstan                                |
| RSS de Géorgie      | 4 044   | 4 686   | 5 015   | 5 443   | 5 456   | 5 464   | Géorgie                                   |
| RSS d'Azerbaïdjan   | 3 698   | 5 117   | 6 028   | 7 038   | 7 131   | 7 137   | Azerbaïdjan                               |
| RSS de Lituanie     | 2 711   | 3 128   | 3 398   | 3 690   | 3 723   | 3 728   | Lituanie                                  |
| RSS de Moldavie     | 2 884   | 3 569   | 3 947   | 4 338   | 4 362   | 4 367   | Moldavie                                  |
| RSS de Lettonie     | 2 093   | 2 364   | 2 521   | 2 680   | 2 687   | 2 681   | Lettonie                                  |
| RSS du Kirghizistan | 2 066   | 2 934   | 3 529   | 4 290   | 4 367   | 4 422   | Kirghizistan                              |
| RSS du Tadjikistan  | 1 980   | 2 900   | 3 801   | 5 109   | 5 248   | 5 358   | Tadjikistan                               |
| RSS d'Arménie       | 1 763   | 2 492   | 3 031   | 3 288   | 3 293   | 3 376   | Arménie                                   |
| RSS du Turkménistan | 1 516   | 2 159   | 2 759   | 3 534   | 3 622   | 3 714   | Turkménistan                              |
| RSS d'Estonie       | 1 197   | 1 356   | 1 466   | 1 573   | 1 583   | 1 582   | Estonie                                   |

Pourcentage relatif des ressortissants par nationalité en 1990 : l'Union des républiques socialistes soviétiques était un État multi-ethnique dont la constitution distinguait la « citoyenneté soviétique » appliquée selon le droit du sol à tous les habitants, de la « nationalité » appliquée selon le droit du sang à certains citoyens seulement. Mentionnée sur la carte d'identité, la « nationalité » permettait, selon le gouvernement soviétique, d'appliquer une « discrimination positive », afin de préserver la culture et la langue des peuples « non-russes ».
| Nationalité | Pourcentage |
| Russes      | 50,78       |
| Ukrainiens  | 15,45       |
| Ouzbeks     | 5,84        |
| Biélorusses | 3,51        |
| Kazakhs     | 2,85        |
| Azéris      | 2,38        |
| Arméniens   | 1,62        |
| Tadjiks     | 1,48        |
| Géorgiens   | 1,39        |
| Moldaves    | 1,17        |
| Lituaniens  | 1,07        |
| Turkmènes   | 0,95        |
| Kirghizes   | 0,89        |
| Lettons     | 0,51        |
| Estoniens   | 0,36        |
| Autres      | 9,75        |
|             |             |